# Four Tops
Four Tops，日本藝能經紀公司傑尼斯事務所旗下樂隊組合。該團體於2002年結成以後，一度被認為是瀧澤秀明、今井翼等前輩出道後，小傑尼斯（Johnny's Jr.）中最有人氣的組合。後來在NewS組成前數個月解散，但各成員仍隸屬該事務所，以個人身份從事演藝工作。

## 成員
- 山下智久
- 生田斗真
- 風間俊介
- 長谷川純

## 作品

### 主持
- 少年俱樂部(2000.04 - 2003.03)

### 歌曲
- 波

### 伴舞
- Johnny's Countdown 2018-2019 (2018.12.31 - 2019.01.01)